# Cloudflare
Cloudflare, Inc. är ett amerikanskt företag med specialitet inom innehållsleveransnätverk (CDN), DDoS-säkerhet och andra molntjänster på internet.
En webbplats som använder sig av Cloudflares CDN-tjänst levererar i regel inte själv sitt innehåll till slutanvändare. Istället fungerar Cloudflares globala servernätverk som en omvänd proxy. Användarna får således en kopia av sajtens innehåll som lagrats av Cloudflares cacheminne i en geografiskt närbelägen serverhall. Cloudflare har betydligt mer bandbreddskapacitet än en enda webbserver och kan kompensera för hög trafik när flera användare kommer åt webbplatsen, eller för DDoS-attacker. Dessutom är företagets tjänster utformade med feltolerans som mål.
Cloudflares huvudkontor är beläget i San Francisco, Kalifornien.
I sin historia har företaget avbrutit tjänst för enbart ett fåtal kunder. I offentligheten har detta fått stor uppmärksamhet i samband med The Daily Stormer 2017 på grund av reaktioner till händelserna i Charlottesville. I augusti 2019 avbröt Cloudflare tjänst för 8chan efter att gärningsmän bakom flera blodbad valt webbplatsen för publicering av så kallade manifest.